# Yylfordt Granz
Yylfordt Grantz (イールフォルト・グランツ, Iruforuto Gurantsu) is een personage uit de Japanse anime- en mangaserie Bleach.

## Vroegere geschiedenis
Yylfordt maakte oorspronkelijk deel uit van een groep Menos, die doorheen Hueco Mundo dwaalden om sterker te worden en uiteindelijk een Vasto Lorde te worden. Op een dag kwamen ze Grimmjow Jaegerjaquez, een Adjuchas, tegen. Ze hadden ontzag voor zijn kracht en besloten hem te volgen op hun weg naar Vasto Lorde.
Yylfordt en zijn groep evolueerden echter niet meer, omdat een deel van hun lichaam gegeten was door een andere hollow. Ze bleven echter wel bij Grimmjow als zijn Fraccion.

## Verhaallijnen
Samen met de andere leden van Grimmjow's Fraccion ging Yylfordt naar Karakura Town. Daar vecht Yylfordt met Renji Abarai, en slaagt er gemakkelijk in hem te verslaan. Renji krijgt echter hulp en uiteindelijk weet Renji Yylfordt te verslaan met zijn Hikotsu Taihou.

## Krachten
Del Toro (蒼角王子, Pale-Horned Prince) is de resurrection van Yylfordt. Wanneer hij bevrijd wordt, gebeurt dit met de zin "spies" of in het Engels "Skewer" (突き砕け, tsukikudake). De resurrection zorgt ervoor dat Yylfordt's hoofd en torso in een pantser dat op een stier gelijkt gehuld wordt. De zanpakuto ziet eruit als een normale katana, met als enige verschil dat het heft een diamantvorm heeft.